# Karl Sintenis (Altphilologe)
Karl Heinrich Ferdinand Sintenis (* 15. Mai 1806 in Zerbst; † 1. Mai 1867 ebenda) war ein deutscher klassischer Philologe und Lehrer am Zerbster Francisceum (Direktor 1850–1867).

## Leben
Karl Sintenis, der Sohn des Zerbster Pfarrers August Friedrich Sintenis († 1841), erhielt zunächst Privatunterricht durch seinen Vater und besuchte von 1820 bis 1824 das Zerbster Francisceum, wo damals der Philologe Gottfried Fähse Direktor war. Seine einflussreichsten Lehrer waren die Historiker und Philologen Karl Wilhelm Krüger (1796–1874) und Wilhelm Adolf Becker. Nach dem Abgangszeugnis studierte Sintenis von 1824 bis 1829 in Leipzig klassische Philologie bei Gottfried Hermann, wo unter anderem Adolf Emperius, Friedrich Franke, Moriz Haupt, Friedrich Ritschl und Hermann Sauppe zu seinen Kommilitonen zählten. Nach dem Examen ging Sintenis als Oberlehrer an das Zerbster Francisceum zurück, wo er bis an sein Lebensende unterrichtete. Er lehnte in dieser Zeit mehrere auswärtige Stellenangebote ab. 1837 wurde er zum Gymnasialprofessor und 1855 zum Schulrat ernannt. Die Belegschaft wählte ihn 1850 zum Direktor des Francisceums, dem er bis zu seinem Tode vorstand.
In der Forschung beschäftigte sich Sintenis seit der Studienzeit mit den Biografien des Plutarch, die er in zwei Gesamtausgaben edierte (1839–1846; 1852–1854) und teilweise zum Schulgebrauch bearbeitete. Er behandelte auch im Wetteifer mit seinen ehemaligen Kommilitonen die Werke der Historiker Arrian und Dionysios von Halikarnassos.